# Готье I Бризбар
Готье I Бризбар (Gauthier I Brisebarre) (ум. после 2 января 1135) — второй сеньор Бейрута (с 1122/24).
Происхождение не выяснено. Впервые упоминается в хартии иерусалимского короля Балдуина II от 2 мая 1125 года (Gualterius Brisebarre, Beritti dominus).
Историк Мэри Никерсон в своём исследовании The Seigneury of Beirut in the Twelfth Century and the Brisebarre Family of Beirut-Blanchegarde предполагает, что Готье Бризбар не был непосредственным преемником Фулько де Гина в качестве сеньора Бейрута. По её мнению, Фулько умер около 1117 года, и Бейрут вошёл в состав королевского домена. И только в 1125 г. Балдуин II передал сеньорию Готье Бризбару.
Последний документ, в котором он прижизненно упоминается (Gualterius Biruti), датирован 2 января 1135 года. Вероятно, вскоре после этого он умер. Ему наследовал брат — Ги I Бризбар.
В каком родстве с Готье I и Ги I находились последующие правители Бейрута из этой династии — Готье II и Ги II, не выяснено.